# Altica aenescens
Altica aenescens — вид листоїдів з підродини земляних блошок.
Поширений в Північній та Центральній Європі на південь до північної частини Італії.